# Einar Albinsson
Karl Einar Albinsson, född 24 mars 1893 i Uppsala i Sverige, död 15 november 1967 i Uppsala i Sverige, var en svensk friidrottare. Han tävlade för klubben IF Thor och vann SM i tiokamp år 1915.
Einar Albinsson är begravd på Uppsala gamla kyrkogård.